# El bálsamo
«El bálsamo» es un tema instrumental compuesto por el músico argentino Luis Alberto Spinetta que se encuentra en el décimo track de su quinto álbum solista, Mondo di cromo de 1983. El tema está interpretado por Spinetta en guitarra y voz, Hugo Villarreal en bajo y Pomo Lorenzo en batería.

## El tema
El título del tema se relaciona con una preocupación constante de Spinetta de que su música pueda servir como "antídoto" o respuesta a "las pálidas" de la vida. Spinetta veía a John Lennon como ejemplo de esa actitud artística:

Después con tipos como John Lennon surgió un antídoto intelectual para el sufrimiento. Lennon es el símbolo de una intensidad muy heavy de creación, pero en aras de algo más liviano de sobrellevar, que no acarree el peso de ese dolor.
Luis Alberto Spinetta